# Битка при моста в Десау
Битката при моста при Десау (на немски: Schlacht bei Dessau) е част от Датския период на Тридесетгодишната война. На 25 април 1626 г. протестантската армия под командването на Ернст фон Мансфелд претърпява поражение от католическите сили на Албрехт фон Валенщайн, което обаче не е от решаващо значение.

## Предистория
От самото начало на датската намеса във войната събитията не са в полза на нейния крал Кристиан ІV. Макар че поставя под контрол държавите от Долносаксонския окръг, военните му начинания не се увенчават с успех. Армията на Мансфелд отказва да му се подчини и действа самостоятелно. Срещу тях, отделно една от друга, напредват войските на Йохан Церклас фон Тили и на Валенщайн. Протестантите усещат, че обръчът около тях се стяга.

## Ход на военните действия
През пролетта на 1626 г. Валенщайн се установява на лагер при Магдебург и нарежда да бъде построен мост над река Елба при Десау. Това съоръжение е от голямо значение за комуникациите в района. Мансфелд решава да бъде дързък и да атакува силите оставени при моста, да нападне противниковия лагер и накрая да се съедини с датчаните. Валенщайн обаче разбира намеренията му и бързо пристига.
Битката е важна за репутацията на двамата генерали. Мансфелд е ветеран, но последните години му носят нещастие на бойното поле, което започва да става пословично в Европа. Той разчита с една блестяща операция да възстанови честта и името си. Валенщайн е още новак във военното дело, който тепърва трябва да се утвърждава. Във Виена го наричат „сапунен мехур“ и „твърде скъп лукс“. Престоящата битка е чудесна възможност да постави славно начало. „За Валенщайн битката при Десау не беше само въпрос да се защити моста над Елба; беше въпрос да защити своята репутация.“
Когато атаката на протестантите започва, перспективите изглеждат отлични, но Мансфелд не подозира, че цялата вражеска армия е наблизо. Той фатално подценява противника. Би трябвало да се досети, че Валенщайн е крайно мотивиран да се докаже. Оказва се, че католиците са превърнали моста в смъртоносен капан. Те разполагат с най-добрата артилерия, виждана дотогава. Дванадесетте хиляди на Мансфелд са приклещени и само богатият им опит им позволява да пробият обкръжението. Една трета от армията му е избита на бойното поле, останалите безславно се оттеглят.
Битката попречва на Мансфелд да се съедини с Кристиан ІV и той (вече доста болен) отстъпва в Силезия, където рекрутира населението, за да попълни армията си. Валенщайн го последва. През ноември Мансфелд умира, войниците му продължават съпротивата, на за кратко и без особен успех.

## Резултат
Това е първата сериозна битка от този етап на войната, но тя е показателна за развоя на събитията. През август датският крал също е победен при Лутер, след което окончателното му поражение става въпрос на време. Дания подписва мир с император Фединанд ІІ през 1629 г., отказвайки се от всички придобивки.